# 교쿠테이 바킨
교쿠테이 바킨(일본어: 曲亭 馬琴, 메이와 4년 6월 9일 (1767년 7월 4일) ~ 가에이 원년 11월 6일 (1848년 12월 1일))은 에도 시대 후기의 요미혼 작가이다. 원래 이름은 다키자와 오키쿠니(일본어: 滝沢 興邦)이다. 교쿠테이 바킨이라는 필명은 중국의 고전에서 따왔다고 한다. 성씨와 필명이 섞인 "다키자와 바킨"이라는 이름은 메이지 시대 이후에 널리 알려진 것으로, 바킨이 생전에 쓴 이름은 아니다. 호는 저작당주인 (著作堂主人)이다.

## 생애
에도 동쪽의 하타모토인 마쓰다이라 노부나리의 밑에서 일하던 사람의 아들로 태어났다. 24세 때 산토 교덴과 교류하기 시작했으며, 1791년에는 당시에 에도에서 유행하던 미부쿄겐 (교토의 미부 사에서 열리던 것에서 유래한 가면 무언극)을 소재로 한 《쓰카이하타시테니부쿄겐》 (尽用而二分狂言)이라는 책을 "교덴의 문인, 다이에이 산진"이라는 이름으로 내며 집필 활동을 시작했다. 그 후, 홍수로 집을 잃자 교덴의 식객으로 생활했다. 이 때 교덴의 구사소시본을 대신 써주는 일을 맡아 필사로도 알려지게 되었다.
1796년에는 요미혼 《다카오센지몬》을 내며 주목을 받기 시작했으며, 1802년에는 교덴의 삽화를 여비로 삼아 간사이 지방으로 여행을 떠났다. 간사이 지방의 문인들과 교류한 바킨은 간사이 지방의 명승지들을 돌아본 기행문 《기료만로쿠》 (羇旅漫録)를 남기기도 했다. 그 후, 1814년부터 28년 동안 《남총리견팔견전》을 지필하는 데 몰두했는데, 1830년대에 나이가 70세에 가까워지면서 시력을 점차 잃게 되었고, 1839년에는 실명하기에 이르러 직접 글을 쓸 수 없게 되어 며느리에게 글을 대신 쓰게 하도록 했다. 1848년에 82세의 나이로 숨을 거두었으며, 도쿄도 분쿄구의 한 절에 그의 묘소가 있다.

## 참고 문헌
- 스기모토 소노코, “다키자와 미치와 다다노 마쿠즈", 《인물로 보는 일본의 여성사 10: 에도 시대 여성의 생활 양식》, 슈에이샤, 1977년.
- 미즈노 미노루 외 역음, 《그림으로 읽는 일본의 고전 19: 교쿠테이 바킨》, 슈에이샤, 1989년
- 다카마키 미노루, 《바킨 일가의 에도 생활》, 주코신쇼, 2003년